# Slate Springs
Slate Springs é uma vila localizada no estado americano de Mississippi, no Condado de Calhoun.

## Demografia
Segundo o censo americano de 2000, a sua população era de 121 habitantes.
Em 2006, foi estimada uma população de 118, um decréscimo de 3 (-2.5%).

## Geografia
De acordo com o United States Census Bureau tem uma área de
3,7 km², dos quais 3,7 km² cobertos por terra e 0,0 km² cobertos por água.

## Localidades na vizinhança
O diagrama seguinte representa as localidades num raio de 24 km ao redor de Slate Springs.